# Radoslav (Dalmatien)
Radoslav war ein südslawischer Knes. Sein Herrschaftsbereich lag wahrscheinlich im südlichen Dalmatien und reichte laut dem Historiker Vjekoslav Klaić (1849–1928) möglicherweise bis ins heutige Albanien. Unter seiner Führung sollen im Jahr 688 die Arbanasen, die Nachfahren der Illyrer, besiegt worden sein.